# Zehrental
Zehrental est une commune allemande de l'arrondissement de Stendal, dans le land de Saxe-Anhalt.

## Géographie
La commune de Zehrental comprend les quartiers de Bömenzien, Deutsch, Drösede, Gollensdorf, Groß Garz, Haverland, Jeggel et Lindenberg.

## Histoire
La commune est créée en janvier 2010 de la fusion de Gollensdorf et Groß Garz.